# Hayley Lauder
Hayley Lauder (* 4. Juli 1990 in West Lothian) ist eine schottische Fußballnationalspielerin. Die Allrounderin wird in Vereinen und Nationalmannschaft auf verschiedenen Positionen eingesetzt. Seit 2014 spielt sie für den Glasgow City FC, mit dem sie mehrfache schottische Meisterin wurde.

## Vereinskarriere
Lauder kam 2007 von den Murieston United Girls zum FC Spartans. Im August 2011 spielte sie für Apollon Limassol in der Qualifikation zur UEFA Women’s Champions League 2011/12. Bei 14:0 gegen Progrès Niedercorn erzielte sie drei und beim 8:0 gegen Swansea City zwei Tore und half so mit, dass sich Apollon für das Sechzehntelfinale qualifizieren konnte, an der sie dann nicht mehr teilnahm und Apollon gegen Sparta Prag durch ein weniger erzieltes Tor ausschied. Zur Saison 2012 wechselte sie nach Finnland und spielte für Åland United. Sie erzielte für die Finninnen 18 Tore und half dem Verein damit Vizemeister zu werden. Danach ging es nach Schweden zum Liganeuling Mallbackens IF. Hier war sie weniger erfolgreich, erzielte nur ein Tor und der Verein stieg nach einem Jahr als Erstligist wieder ab. Lauder wechselte daraufhin zum Ligakonkurrenten Vittsjö GIK, der 2013 Achter geworden war, sich aber 2014 nicht verbessern konnte. Danach ging es zurück nach Schottland, wo sie seitdem für den Glasgow City FC spielt und bereits fünfmal die Meisterschaft sowie zweimal den Pokal und einmal den Ligapokal gewann. Mit dem Team bestritt 19 Spiele in der UEFA Women’s Champions League. Bestes Ergebnis war dabei das Erreichen des Viertelfinale 2014/15, wo die Schottinnen zweimal gegen Paris Saint-Germain verloren. Im Sechzehntelfinale der UEFA Women’s Champions League 2019/20 erzielte sie gegen Tschertanowo Moskau das Tor zum 1:0-Sieg in Moskau und zwei Tore beim 4:1-Heimsieg. Im Achtelfinale gewannen sie zunächst das Hinspiel bei Brøndby IF mit 2:0, verloren dann das Heimspiel mit 0:2 nach Verlängerung und setzten sich mit 3:1 im Elfmeterschießen durch, bei dem sie aber schon nicht mehr auf dem Feld stand. Beim Finalturnier, das wegen der COVID-19-Pandemie erst im August 2020 stattfand, kam sie nicht zum Einsatz. Glasgow verlor im Viertelfinale mit 1:9 gegen den VfL Wolfsburg.

## Nationalmannschaft
Lauder bestritt ein Spiel mit der U-17-Mannschaft im Mai 2007 und erzielte ein Tor beim 5:0 gegen Nordirland. Im September gewann sie mit der U-19 Mannschaft zweimal innerhalb von drei Tagen gegen Dänemark. Ende des Monats nahm sie mit der U-19-Mannschaft an der ersten Qualifikationsrunde zur U-17-Fußball-Europameisterschaft der Frauen 2008 teil. Beim Turnier in der Ukraine kam sie im zweiten Spiel beim 3:0 gegen Aserbaidschan zum Einsatz. Die Schottinnen und die Gastgeberinnen qualifizierten sich für die zweite Qualifikationsrunde. Im April 2008 kam sie beim Turnier in der Schweiz in den drei Spielen zum Einsatz. Die Schottinnen qualifizierten sich mit zwei Siegen und einem Remis für die Endrunde. Diese fand im Juli 2008 in Frankreich statt. Die Schottinnen verloren die drei Gruppenspiele und hatten mit 2:12 die schlechteste Tordifferenz. Sie überboten damit den eigenen Negativrekord von 2:11 aus dem Jahr 2005, wurden dann aber im folgenden Jahr von Weißrussland abgelöst, das bei der Heim-EM eine Tordifferenz von 1:16 hatte. Im September 2008 nahm sie mit der U-19 einen neuen Anlauf in der ersten Qualifikationsrunde zur U-19-Fußball-Europameisterschaft der Frauen 2009 teil. Beim Turnier in Slowenien kam sie aber nur beim 2:5 gegen England zum Einsatz. Die Schottinnen schieden nach einer weiteren Niederlage und einem Remis aus. Es folgten noch fünf weitere Einsätze mit der U-19 im Frühjahr 2009.
Am 26. Februar 2010 kam sie beim Zypern-Cup 2010 im zweiten Gruppenspiel gegen Italien zu ihrem ersten Einsatz in der A-Nationalmannschaft. Lauder wurde in der 56. Minute für Jane Ross eingewechselt. Sie kam auch im dritten Gruppenspiel und im Spiel um Platz 7 gegen Südafrika zum Einsatz, wo sie nach einer Stunde eingewechselt wurde und 18 Minuten später ihr erstes A-Länderspieltor erzielte. Sie blieb zunächst aber Einwechselspielerin. In ihrem
sechsten Länderspiel, am 13. Februar 2011 stand sie dann erstmals in der Startelf und erzielte beim 4:2 gegen Nordirland zwei Tore. Beim Zypern-Cup 2011 stand sie dann in allen Spielen in der Startelf. Insgesamt bestritt sie 2011 dreizehn Spiele und war nun Stammspielerin.
In der Qualifikation zur Fußball-Europameisterschaft der Frauen 2017 wurde sie in allen Spielen eingesetzt und qualifizierte sich mit ihrer Mannschaft erstmals für eine EM-Endrunde. Dort kam sie aber nur bei der 1:2-Niederlage gegen Portugal zum Einsatz. In der Qualifikation für die WM 2019 kam sie nur zweimal zum Einsatz.
Anfang 2019 spielte sie dann wieder eine Rolle in der Vorbereitung auf die WM, für die sich die Schottinnen erstmals qualifiziert hatten. Sie kam in fünf der ersten sieben Spiele des Jahres zum Einsatz und stand dabei dreimal in der Startelf. Am 15. Mai wurde sie dann auch für den ersten schottischen WM-Kader der Frauen nominiert. Im ersten Gruppenspiel wurde sie nicht eingesetzt. Im zweiten Gruppenspiel kam sie dann zu ihrem 100. Länderspiel, verlor aber mit ihrer Mannschaft mit 1:2 gegen Japan. Im letzten Gruppenspiel gegen Argentinien, bei dem sie nicht eingesetzt wurde, führten die Schottinnen nach 69 Minuten mit 3:0, mussten dann aber noch drei Gegentore hinnehmen, darunter das entscheidende Tor zum 3:3 in der vierten Minute der Nachspielzeit, und schieden dadurch aus. 
Nachdem sie drei Jahre lang nicht eingesetzt worden war, wurde sie Ende 2023 für die beiden letzten Spiele in der UEFA Women’s Nations League 2023/24 nachnominiert. Beim Spiel gegen Belgien am 1. Dezember wurde sie in der 69. Minute eingewechselt. Im Februar 2024 hatte sie dann auch zwei Einsätze beim Pinatar Cup 2024, kam danach aber nicht mehr zum Einsatz.

## Erfolge
- Schottische Meisterin 2015, 2016, 2017, 2018, 2019 und 2022/23
- Schottische Pokalsiegerin: 2015 und 2019
- Schottische Ligapokalsiegerin: 2015